# Saovabha Phongsri
 Hoàng hậu Saovabha Phongsri (tiếng Thái: เสาวภาผ่องศรี; RTGS: Saowapha Phongsi (phát âm) là em gái cùng cha khác mẹ và hoàng hậu của vua Chulalongkorn (Rama V) của Thái Lan, và là mẹ của hai vua Rama VI và vua Prajadhipok (Rama VII). Theo truyền thống hoàng gia Thái Lan, Vua Rama VI sau khi lên ngôi đã ban tặng cho mẹ của mình danh hiệu "Thái hậu Sri Bajrindra" (tiếng Thái: ศรีพัชรินทร; RTGS: Si Phatcharin).

## Cuộc sống
Saovabha là công chúa con Vua Mongkut (hoặc Rama IV) và phi tần Piyamavadi (Piam Sucharitakul). Bà là em gái út của Hoàng hậu Sunandha Kumariratana và Hoàng hậu Savang Vadhana. Saovabha trở thành phối ngẫu của người anh em cùng cha khác mẹ Chulalongkorn vào khoảng năm 1878. Bà sinh cho nhà vua 9 người con, nhưng chỉ có 5 người sống đến tuổi trưởng thành, trong đó có hai vị đã trở thành vua Xiêm La là vua Rama V và vua Rama VI. 
Năm 1897, Hoàng hậu Saovabha trở thành người phụ nữ đầu tiên làm nhiếp chính của Xiêm La trong khoảng thời gian nhà vua công du tại châu Âu. Khi ông trở về, ông phong cho bà danh hiệu "Somdet Phra Nang Chao Saowapha Phongsi Praborommarachininat" (RTGS) (tiếng Thái: สมเด็จพระนางเจ้าเสาวภาผ่องศรี พระบรมราชินีนาถ) (tương đương với của Nhiếp chính vương nữ). Trong khoảng thời gian làm hoàng hậu, bà dành nhiều sự quan tâm cho những vấn đề liên quan đến phụ nữ. Vào năm 1904, bà thành lập một trong những trường nữ sinh đầu tiên ở Xiêm, ngôi trường này còn được gọi là "trường Rajini" hoặc trường Hoàng hậu ở Bangkok. 
Hoàng hậu Saovabha qua đời vào năm 1919 ở tuổi 58. Đám tang của bà được tổ chức theo nghi thức hoàng gia với sự tham gia của tất cả các thành viên Vương thất Xiêm La, dưới sự chủ trì của con trai bà là vua Vajiravudh. 
Bà đóng vai trò quan trọng trong việc ban hành Luật kế vị năm 1924 của Vua Vajiravudh (hoặc Rama VI). Theo luật này, tất cả những người con của bà sẽ được ưu tiên kế thừa, sau đó mới đến những người con của dòng kế. Nhờ vậy, mặc dù vua Chulalongkorn có rất nhiều con trai cả trong và ngoài giá thú, nhưng ngôi vị sau này đã được trao cho con trai nhỏ tuổi nhất của hoàng hậu là Hoàng tử Prajadhipok. Ông lên ngôi vào năm 1925.
Tên của hoàng hậu Saovabha được đặt cho Viện nghiên cứu rắn Hoàng Gia Thái Lan, hay còn gọi là QSMI (Queen Saovabha Memorial Institute) (tiếng Thái: สถานเสาวภา; RTGS: Sathan Saowapha).

## Hậu duệ
Bà đã có 9 người con với vua Chulalongkorn:
| Tên                                         | Sinh             | Mất              | Phối ngẫu                            | Hậu duệ                       |
| ------------------------------------------- | ---------------- | ---------------- | ------------------------------------ | ----------------------------- |
| Bahurada Manimaya, Princess Debanariratana  | 19 Tháng 12 1878 | 27 Tháng 10 1887 |                                      |                               |
| Vajiravudh                                  | 1 Tháng 1 1880   | 25 Tháng 11 1925 | Prueng Sucharitakul                  | không ai                      |
| Vajiravudh                                  | 1 Tháng 1 1880   | 25 Tháng 11 1925 | Công chúa Vannabimol Varavan         | không ai                      |
| Vajiravudh                                  | 1 Tháng 1 1880   | 25 Tháng 11 1925 | Prabai Sucharitakul                  | không ai                      |
| Vajiravudh                                  | 1 Tháng 1 1880   | 25 Tháng 11 1925 | Khrueakaeo Abhayavongsa              | Công chúa Bejaratana Rajasuda |
| Prince Tribejrutama Dhamrong                | 8 Tháng 2 1881   | 22 Tháng 11 1887 |                                      |                               |
| Chakrabongse Bhuvanath, Prince of Bisnulok  | 3 Tháng 3 1883   | 13 Tháng 6 1920  | Ekaterina Ivanovna Desnitskaya       | Prince Chula Chakrabongse     |
| Chakrabongse Bhuvanath, Prince of Bisnulok  | 3 Tháng 3 1883   | 13 Tháng 6 1920  | Công chúa Javalit Obhas Rabibadhana  | không ai                      |
| Prince Siriraj Kakudhabhanda                | 27 Tháng 1 1885  | 3 Tháng 5 1887   |                                      |                               |
| Công chúa (Unname)                          | 13 Tháng 12 1884 | 13 Tháng 12 1884 |                                      |                               |
| Asdang Dejavudh, Prince of Nakhon Rajasima  | 12 Tháng 5 1889  | 9 Tháng 2 1924   | Phaeo Sutthibun                      | không ai                      |
| Chudadhuj Dharadilok, Prince of Bejraburana | 5 Tháng 7 1892   | 8 Tháng 7 1923   | La-o Sirisambandh                    | Công chúa Sudasiri Sobha      |
| Chudadhuj Dharadilok, Prince of Bejraburana | 5 Tháng 7 1892   | 8 Tháng 7 1923   | Ravi Kayananda                       | Prince Varananda Dhavaj       |
| Chudadhuj Dharadilok, Prince of Bejraburana | 5 Tháng 7 1892   | 8 Tháng 7 1923   | Công chúa Bunchiradhorn Jumbala      | không ai                      |
| Prajadhipok                                 | 8 Tháng 11 1893  | 30 Tháng 5 1941  | Công chúa Rambhai Barni Svastivatana | không ai                      |

Ngoài ra, hoàng hậu còn nhận nuôi công chúa Valaya Alongkorn, con gái của Savang Vadhana. 

## Danh hiệu và phong cách
- 1864 – 1869: Her Royal Highness Princess Saovabha Phongsri
- 1869 – 1878: Her Royal Highness Princess Saovabha Phongsri, the Princess Sister
- 1878 – 1879: Her Royal Highness Princess Saovabha Phongsri, the King's Consort
- 1879 – 1880: Her Royal Highness Princess Saovabha Phongsri, the Princess Consort (lower class)
- 1880 – 1894: Her Royal Highness Princess Saovabha Phongsri, the Princess Consort (upper class)
- 1894 – 1897: Her Majesty Queen Saovabha Phongsri, the Royal Consort
- 1897 – 1910: Her Majesty Queen Saovabha Phongsri, the Queen Regent
- 1910 – 1919: Her Majesty Queen Regent Saovabha Phongsri, the Queen Mother

## Royal Decorations
National Orders
- The Most Illustrious Order of the Royal House of Chakri
- The Ancient and Auspicious of Order of the Nine Gems
- Dame Grand Cross (First Class) of The Most Illustrious Order of Chula Chom Klao
- Dame Grand Cordon (Special Class) of The Most Noble Order of the Crown of Thailand
- King Rama IV Royal Cypher Medal (Second Class)
- King Rama V Royal Cypher Medal (First Class)
- King Rama VI Royal Cypher Medal (First Class)

Foreign Orders
- Dame of the Order of Queen Maria Luisa (Kingdom of Spain)